# 圣玛利亚圣多拿狄圣殿
45°27′27″N 12°21′26″E / 45.45743°N 12.35720°E

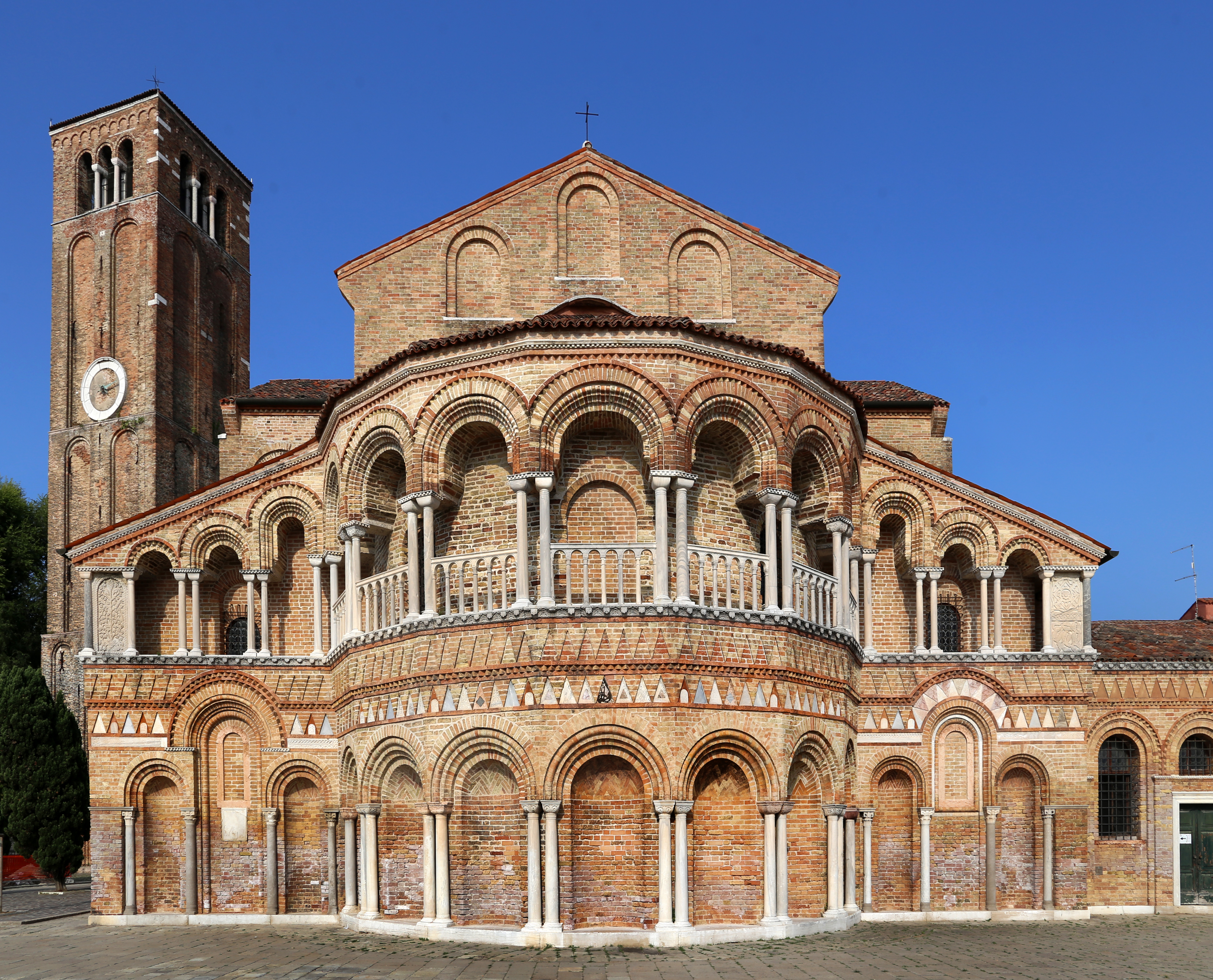
圣玛利亚圣多拿狄圣殿

圣玛利亚圣多拿狄圣殿（Basilica di Santa Maria e Donato）是一座罗马天主教宗座圣殿，位于意大利威尼斯的穆拉诺岛。该堂以12世纪拜占庭马赛克彩色地面著称，描绘的图案包括公鸡和狐狸。一具大理石石棺内据称是阿雷佐的圣多拿狄的圣髑。祭台背后有四根远古动物的骨头，据说被圣人在希腊杀死的龙的骨头。
该堂创建于7世纪。